# Justino (sítio arqueológico)
O Sítio Justino é um sítio arqueológico localizado no município de Canindé de São Francisco, no estado de Sergipe. Foi identificado e escavado durante o Projeto Arqueológico de Xingó, desenvolvido antes da construção da Usina Hidrelétrica de Xingó. Nele foram encontradas 167 sepulturas e 185 esqueletos, com datações de Carbono-14 situadas entre 1.280 e 8.950 anos antes do presente . 

## Contexto
O sítio estava localizado na Fazenda Cabeça de Nego, no município de Canindé de São Francisco, no estado de Sergipe. Ocupava um terraço fluvial de 7 metros de altura, na confluência do Rio São Francisco com o riacho Curituba, composto por areia, argila, silte e seixos .
A vegetação era formada por catingueiras e quixabeiras, próximas a uma roça de feijão e milho . 

## Escavações
Durante as escavações entre 1990 e 1994, numerosos vestígios arqueológicos foram encontrados ao longo de 60 níveis: peças líticas , cerâmica , ossos, esqueletos e restos de fogueiras. Perto destas, também foram encontrados restos alimentares. Com 185 esqueletos e 167 sepulturas humanas encontradas no sítio, o sítio Justino é atualmente a maior necrópole arqueológica da Região Nordeste do Brasil.

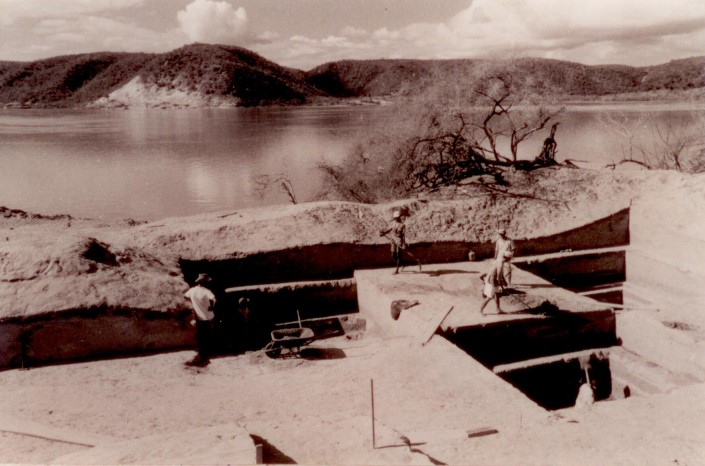
Escavações no sítio Justino

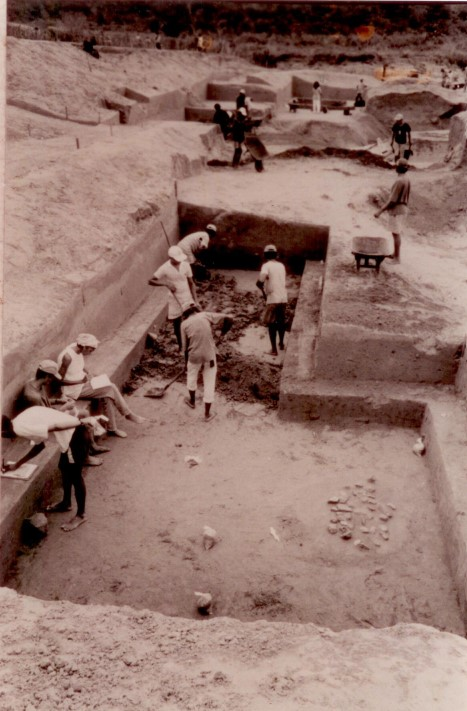
Escavação de uma quadrícula no Sítio Justino

Todo o material se encontra hoje mantido no Museu de Arqueologia de Xingó .